# Бела (герцог Славонии)
Бела (венг. Béla magyar királyi herceg; ок. 1243/1249 — 1269) — венгерский принц, герцог Славонии (1260—1269), младший сын короля Венгрии Белы IV. Его отец назначил его герцогом Славонии в 1260 году, но он только начал управлять своим герцогством с 1268 года. Он умер бездетным.

## Ранняя жизнь
Бела был самым младшим ребёнком и вторым сыном Белы IV (1206—1270), короля Венгрии (1235—1270). Его матерью была Мария Ласкарина (1206—1270), дочь Феодора I Ласкариса, императора Никейской империи.
Год рождения Белы неизвестен, но он был самым младшим ребёнком своих родителей . Учитывая, что его сестра Маргарет родилась в 1242 году, Мор Вертнер, Дьюла Кристо и другие венгерские историки пишут, что Бела родился около 1243 года. Сам Бела заявил в хартии 1269 года, что «нам не исполнилось двадцати пяти, нам около двадцати», предполагая, что он фактически родился около 1249 года .
Письмо короля Белы к папе римскому Иннокентию IV, написанное примерно в 1254 году, содержит первую запись о жизни Белы. В этом письме говорится о плане брака ребёнка Белы с неназванной племянницей папы римского. Однако этот брак так и не состоялся.

## Герцог Славонии
Его отец назначил принца Белу герцогом Славонии в 1260 году. Помимо Славонии, герцогство Белы включало Хорватию и Далмацию. Ранее этими землями управлял старший брат Белы, Иштван.

## Семья
В 1264 году герцог Бела Славонский женился на Кунигунде Асканской (ум. ок. 1292), дочери Оттона III, маркграфа Бранденбургского и Божены Чешской. После его смерти Кунигунда в 1278 году вышла замуж за Валерана IV, герцога Лимбургского.